# Луиза Штольберг-Гедернская
Луиза Максимилиана Каролина Штольберг-Гедернская (нем. Luise Maximiliane Caroline zu Stolberg-Gedern, 20 сентября 1752[…], Монс — 29 января 1824[…], Флоренция) — немецкая принцесса Штольбергского дома, жена Карла Эдуарда Стюарта (якобитского претендента на английский и шотландский престолы). В якобитской традиции её обычно называют графиней Олбани (англ. Countess of Albany).

## Биография
Луиза родилась в Монсе в Австрийских Нидерландах (ныне Бельгия) и была старшей дочерью принца Густава Адольфа Штольберг-Гедернского и бельгийской принцессы Елизаветы Горн, дочери последнего представителя этой фамилии. Когда ей было четыре года, её отец был убит в битве при Лейтене. Когда ей было семь лет, она была отправлена в монастырскую школу в Монсе. В 1766 году императрица Мария Терезия организовала её брак с Карлом Эдуардом Стюартом. Он носил прозвище Красавчик принц Чарли (англ. Bonnie Prince Charlie), или Молодой Претендент (англ. The Young Pretender).

### Замужество
28 марта 1772 года Луиза вышла замуж по доверенности за Карла Эдуарда в Париже. Пара встретилась в первый раз 14 апреля 1772, тогда они возобновили клятвы в городе Мачерата, Италия. Там Луиза была признана якобитами, как Луиза, королева Англии, Шотландии, Франции и Ирландии.
Красавчик Чарли и Луиза провела первые два года своей супружеской жизни в Риме. Несмотря на разницу в возрасте (ему было 52, а ей было 20), пара была первое время счастлива. Однако брак не принес ожидаемого появления наследника. Кроме того, они не получили средств для организации нового восстания и ожидаемого признания папы. Луиза оказалась замужем за старым принцем без всяких перспектив.

### Граф Альфьери
В 1774 году Красавчик Чарли и Луиза переехала во Флоренцию. Именно там они начали именовать себя графом и графиней Олбани. В 1776 году итальянский поэт граф Витторио Альфьери был представлен им. Он стал частым гостем при их дворе, в 1778 году Луиза и Альфьери стали любовниками.
Между тем муж Луизы снова начал пить. В декабре 1780 года Луиза оставила мужа и укрылась в монастыре. Она утверждала, что он оскорблял её физически. Луиза получила поддержку великой княгини Тосканы, папы и кардинала герцога Йоркского, брата Красавчика Чарли.
Через несколько недель Луиза переехала в Рим во дворец кардинала. Альфьери последовал за Луизой и в течение двух лет они держали свои отношения в тайне. В апреле 1783 года кардинал герцог Йоркский наконец узнал об этом. В начале мая Альфьери покинул Рим, чтобы избежать высылки. В апреле 1784 года Луиза получила право на раздельное проживание с мужем. В 1786 году кардинал узнал о том, что отношения продолжаются, это вызвало полный разрыв между Луизой и её родичем. Отныне она не делала никаких попыток скрыть свои отношения с Альфьери.
С декабря 1786 года они жили вместе как пара. В последний день января 1788 года муж Луизы умер. Хотя Луиза получила возможность вступить в брак с Альфьери, они не урегулировали свои отношения. Они жили сначала в Париже. Там Луиза создала знаменитый салон. В 1792 году в августе восстание заставило их бежать из Парижа. Луиза и Альфьери поселились во Флоренции. Луиза жила там с Альфьери до его смерти в 1803 году.

### Конец жизни
После смерти Альфьери Луиза продолжала жить во Флоренции, пока в 1809 году не была вызвана в Париж Наполеоном. Он спросил, родила ли она ребенка от Карла Эдуарда, надеясь найти законного наследника, который может быть использован, чтобы вызвать восстание в Британии. Когда Луиза ответила «нет», встреча была резко прекращена. Через год ей было разрешено вернуться во Флоренцию.
Луиза похоронена в Базилике Санта-Кроче во Флоренции, там же похоронен Альфьери (между могилами Макиавелли и Микеланджело).